# Bettoncourt
Pour l’article homonyme, voir Bettoncourt-le-Haut.
Pour les articles ayant des titres homophones, voir Betoncourt et Bethoncourt.
Bettoncourt est une commune française située dans le département des Vosges, en région Grand Est.

## Géographie

### Localisation

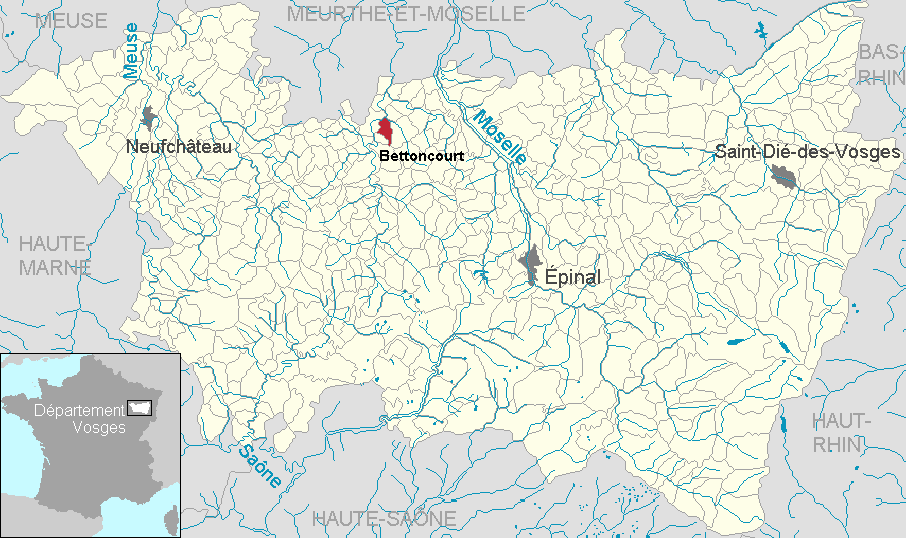
Localisation dans le département.

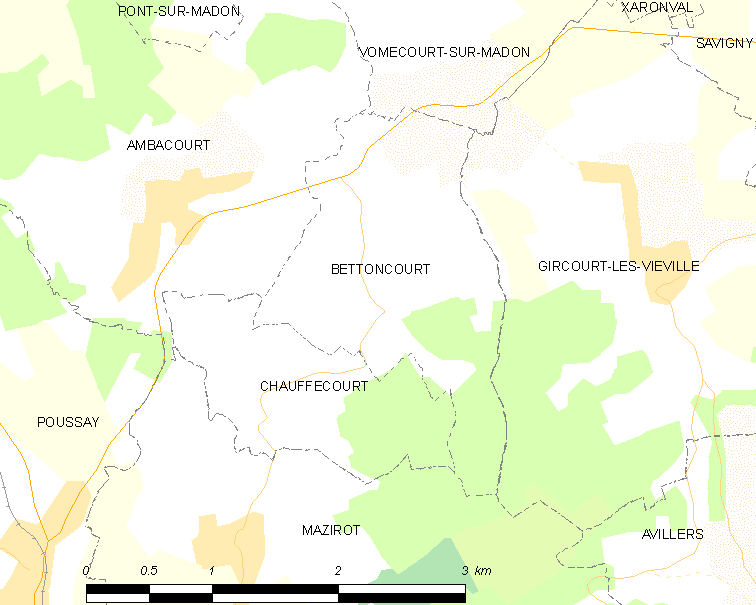
Situation géographique de Bettoncourt.

Bettoncourt est une commune de la vallée du Madon, à 7 km au nord de Mirecourt. Par la route départementale 55, elle est à 13 km de Charmes.

### Hydrographie

#### Réseau hydrographique
La commune est située dans le bassin versant du Rhin au sein du bassin Rhin-Meuse. Elle est drainée par le Madon, le ruisseau du Xouillon et le ruisseau le Hainvau,.
Le Madon, d'une longueur totale de 96,9 km, prend sa source dans la commune de Vioménil et se jette  dans la Moselle à Pont-Saint-Vincent, après avoir traversé 47 communes.

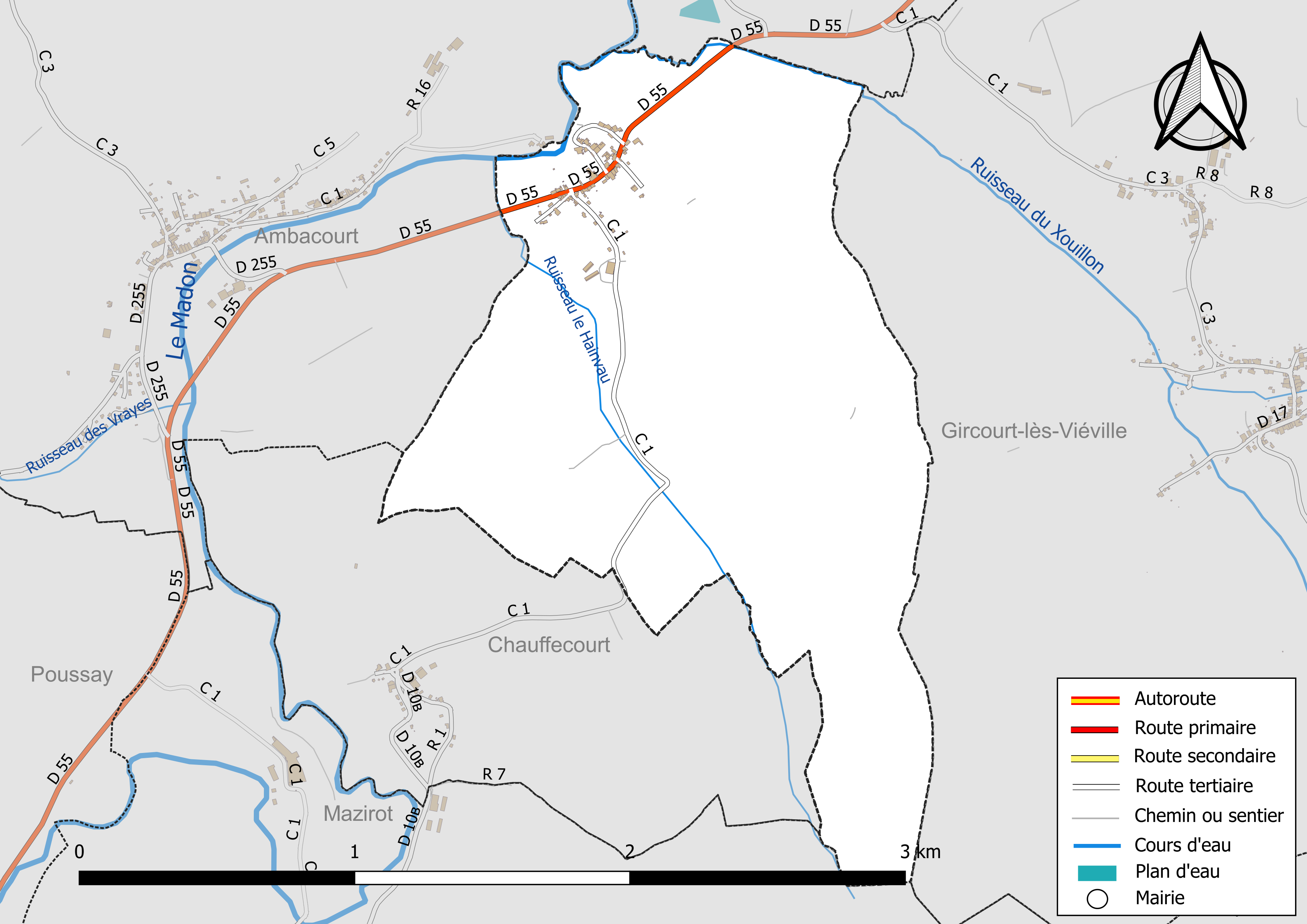
Réseaux hydrographique et routier de Bettoncourt.

#### Gestion et qualité des eaux
Le territoire communal est couvert par le schéma d'aménagement et de gestion des eaux (SAGE) « Nappe des Grès du Trias Inférieur ». Ce document de planification, dont le territoire comprend le périmètre de la zone de répartition des eaux de la nappe des Grès du trias inférieur (GTI), d'une superficie de 1 497 km2,  est en cours d'élaboration. L’objectif poursuivi est de stabiliser les niveaux piézométriques de la nappe des GTI et atteindre l'équilibre entre les prélèvements et la capacité de recharge de la nappe. Il doit être cohérent avec les objectifs de qualité définis dans les SDAGE Rhin-Meuse et Rhône-Méditerranée. La structure porteuse de l'élaboration et de la mise en œuvre est le conseil départemental des Vosges.
La qualité des eaux de baignade et des cours d’eau peut être consultée sur un site dédié géré par les agences de l’eau et l’Agence française pour la biodiversité. 

### Climat
Pour des articles plus généraux, voir Climat du Grand Est et Climat des Vosges.
En 2010, le climat de la commune est de type climat des marges montargnardes, selon une étude du Centre national de la recherche scientifique s'appuyant sur une série de données couvrant la période 1971-2000. En 2020, Météo-France publie une typologie des climats de la France métropolitaine dans laquelle la commune est exposée à un climat semi-continental et est dans la région climatique  Lorraine, plateau de Langres, Morvan, caractérisée par un hiver rude (1,5 °C), des vents modérés et des brouillards fréquents en automne et hiver. 
Pour la période 1971-2000, la température annuelle moyenne est de 9,8 °C, avec une amplitude thermique annuelle de 17 °C. Le cumul annuel moyen de précipitations est de 878 mm, avec 12,4 jours de précipitations en janvier et 9,9 jours en juillet. Pour la période 1991-2020, la température moyenne annuelle observée sur la station météorologique de Météo-France la plus proche, « Mirecourt-inra », sur la commune de Mirecourt à 6 km à vol d'oiseau, est de 10,4 °C et le cumul annuel moyen de précipitations est de 824,3 mm. 
La température maximale relevée sur cette station est de 39,5 °C, atteinte le 25 juillet 2019 ; la température minimale est de −19,5 °C, atteinte le 20 décembre 2009,,. 
Les paramètres climatiques de la commune ont été estimés pour le milieu du siècle (2041-2070) selon différents scénarios d'émission de gaz à effet de serre à partir des nouvelles projections climatiques de référence DRIAS-2020. Ils sont consultables sur un site dédié publié par Météo-France en novembre 2022.

## Urbanisme

### Typologie
Au 1er janvier 2024, Bettoncourt est catégorisée commune rurale à habitat dispersé, selon la nouvelle grille communale de densité à sept niveaux définie par l'Insee en 2022.
Elle est située hors unité urbaine. Par ailleurs la commune fait partie de l'aire d'attraction de Mirecourt, dont elle est une commune de la couronne,. Cette aire, qui regroupe 33 communes, est catégorisée dans les aires de moins de 50 000 habitants,.

### Occupation des sols
L'occupation des sols de la commune, telle qu'elle ressort de la base de données européenne d’occupation biophysique des sols Corine Land Cover (CLC), est marquée par l'importance des territoires agricoles (78,2 % en 2018), une proportion identique à celle de 1990 (78,2 %). La répartition détaillée en 2018 est la suivante : 
zones agricoles hétérogènes (43,3 %), prairies (35 %), forêts (21,8 %). L'évolution de l’occupation des sols de la commune et de ses infrastructures peut être observée sur les différentes représentations cartographiques du territoire : la carte de Cassini (XVIIIe siècle), la carte d'état-major (1820-1866) et les cartes ou photos aériennes de l'IGN pour la période actuelle (1950 à aujourd'hui).

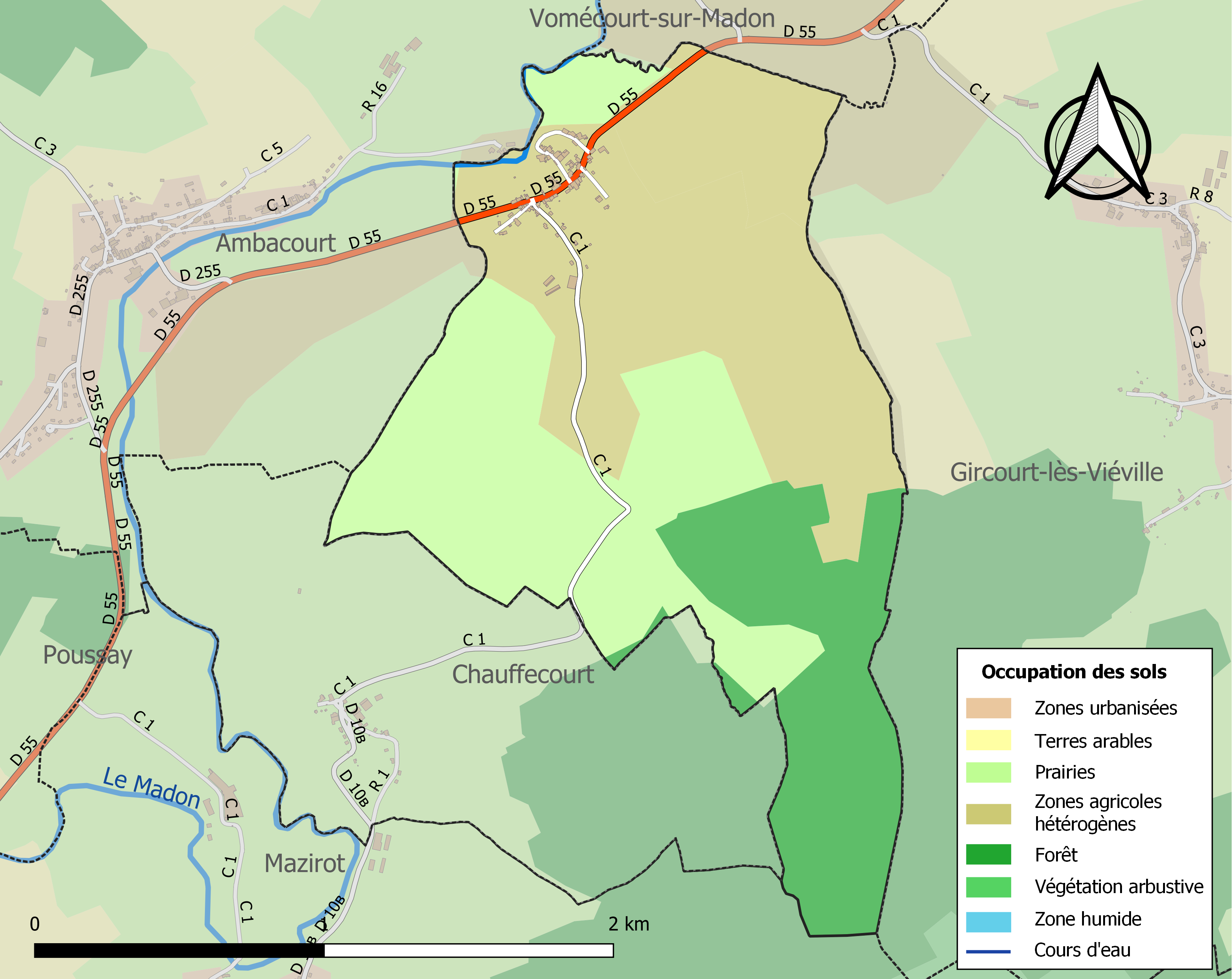
Carte des infrastructures et de l'occupation des sols de la commune en 2018 (CLC).

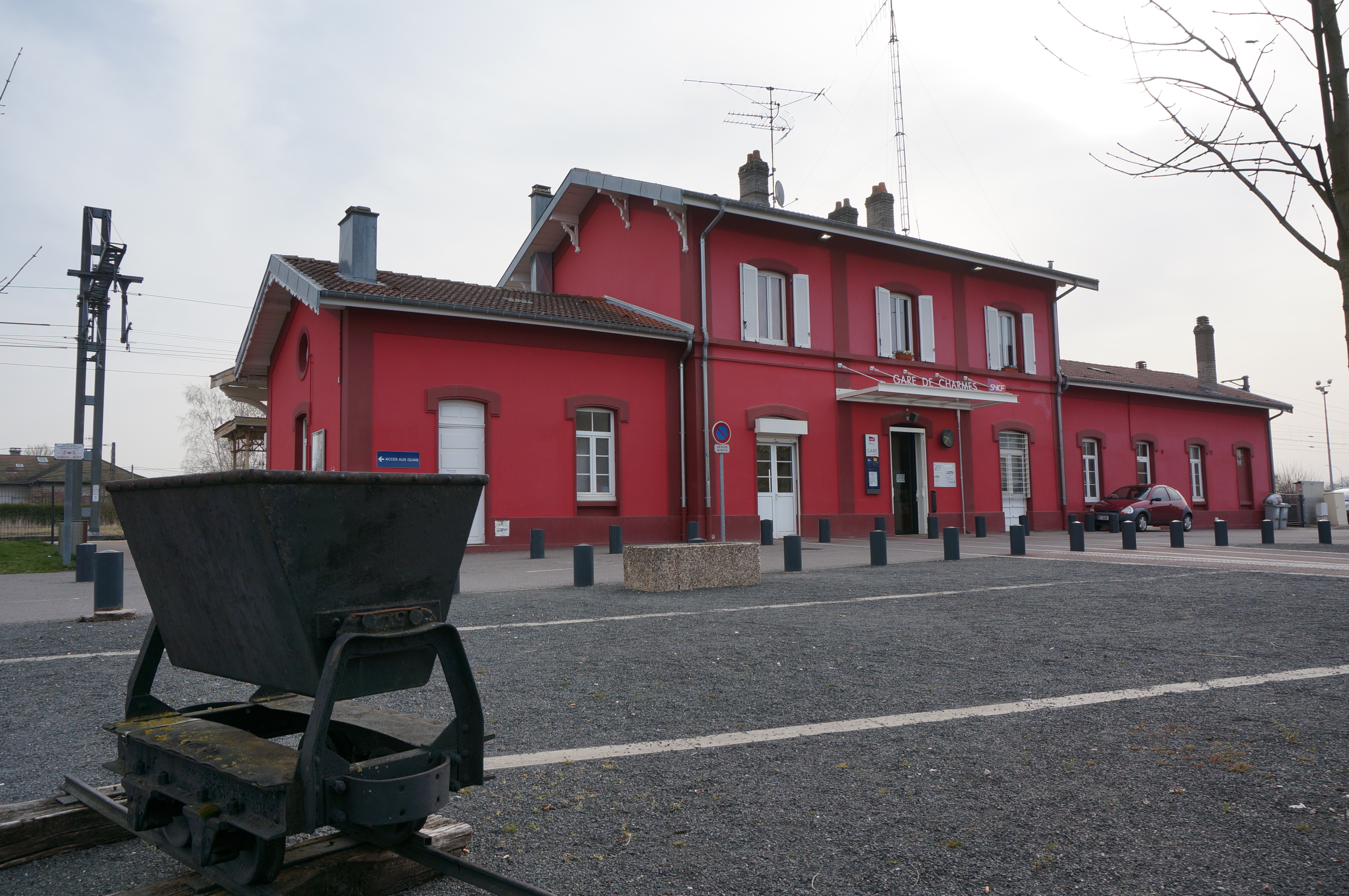
Gare de Charmes.

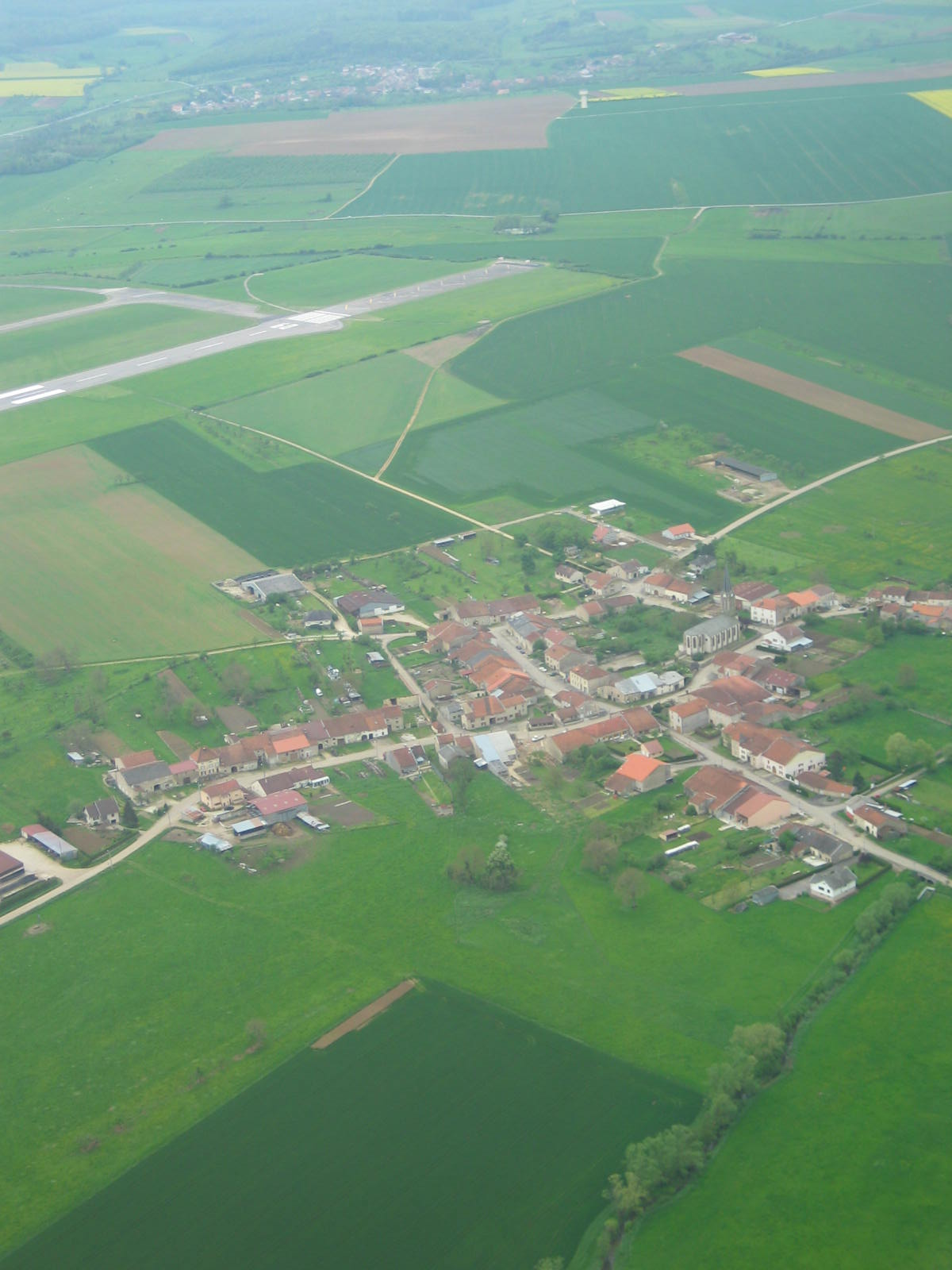
Juvaincourt, avec sa piste de l'aérodrôme d'Epinal-Mirecourt.

### Voies de communications et transports

#### Voies routières
- A31 (aussi appelée autoroute de Lorraine-Bourgogne). Échangeur Châtenois.

#### Transports en commun
- Fluo Grand Est.

#### Lignes SNCF
Gare de Charmes.

#### Transports aériens
- Aéroport d'Épinal-Mirecourt « Vosges Aéroport ».

À partir de l'été 2021, l’aéroport d’Épinal-Mirecourt devient le pélicandrome de la Zone Est et servira ainsi de base de ravitaillement et d’intervention pour les avions bombardiers d’eau Q Series ou de Havilland Canada DHC-8, aussi connu sous le nom de Dash 8.

## Toponymie
Betoncourt (1232) ; Betoncort (1310); Bethoncourt (1574) ; Bettoncour (1656) ; Petoncourt (1707) ; Bettoncourt ou Pettoncourt (1711).
Sens du toponyme : le domaine (court) appartenant à Bethon, Bethan (nom de personne d'origine germanique).

## Histoire
Le nom de Betoncourt est attesté dès 1232. Bettoncourt faisait partie du bailliage de Mirecourt. Il existe, dans le village, une chapelle fondée en 1726 par le curé de Viviers-lès-Offroicourt mais la commune n’a pas d’église et dépend de la paroisse de Vomécourt-sur-Madon.

## Politique et administration

### Découpage territorial
De 1790 à l'an IX, Bettoncourt a fait partie du canton de Mirecourt. La commune appartient au canton de Charmes depuis 2014.
Par arrêté préfectoral du 15 septembre 2023, la commune est retirée le 1er janvier 2024 de l'arrondissement d'Épinal et rattachée à l'arrondissement de Neufchâteau.

### Liste des maires
| Période                                  | Période                       | Identité                     | Étiquette | Qualité                                      |
| ---------------------------------------- | ----------------------------- | ---------------------------- | --------- | -------------------------------------------- |
| Les données manquantes sont à compléter. |                               |                              |           |                                              |
| mars 1989                                | mars 2006                     | Maurice Vallance (1933-2006) |           | Militaire retraité Décédé en cours de mandat |
| mars 2006                                | En cours (au 18 février 2015) | Jean-Marie Brégeot           | DVC       |                                              |

### Budget et fiscalité 2022

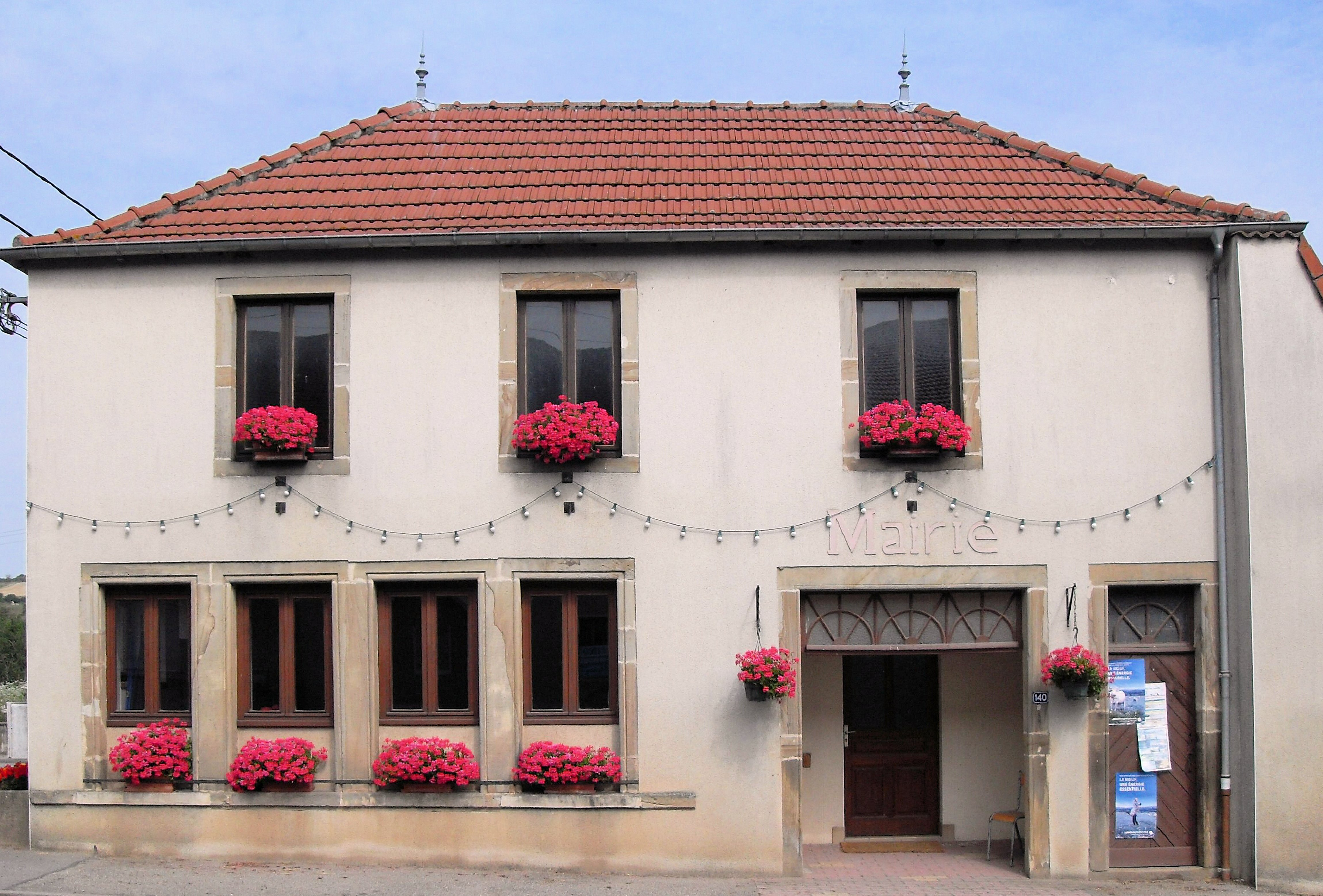
La mairie.

En 2022, le budget de la commune était constitué ainsi :
- total des produits de fonctionnement : 75 000 €, soit 766 € par habitant ;
- total des charges de fonctionnement : 68 000 €, soit 695 € par habitant ;
- total des ressources d'investissement : 40 000 €, soit 410 € par habitant ;
- total des emplois d'investissement : 17 000 €, soit 169 € par habitant ;
- endettement : 0 €, soit 0 € par habitant.

Avec les taux de fiscalité suivants :
- taxe d'habitation : 21,30 % ;
- taxe foncière sur les propriétés bâties : 40,55 % ;
- taxe foncière sur les propriétés non bâties : 26,68 % ;
- taxe additionnelle à la taxe foncière sur les propriétés non bâties : 0,00 % ;
- cotisation foncière des entreprises : 0,00 %.

Chiffres clés Revenus et pauvreté des ménages en 2021 : médiane en 2021 du revenu disponible, par unité de consommation.

## Population et société

### Démographie

#### Évolution démographique
L'évolution du nombre d'habitants est connue à travers les recensements de la population effectués dans la commune depuis 1793. Pour les communes de moins de 10 000 habitants, une enquête de recensement portant sur toute la population est réalisée tous les cinq ans, les populations de référence des années intermédiaires étant quant à elles estimées par interpolation ou extrapolation. Pour la commune, le premier recensement exhaustif entrant dans le cadre du nouveau dispositif a été réalisé en 2007.

En 2022, la commune comptait 91 habitants, en évolution de −1,09 % par rapport à 2016 (Vosges : −2,96 %, France hors Mayotte : +2,11 %).
| 1793 | 1800 | 1806 | 1821 | 1831 | 1836 | 1841 | 1846 | 1856 |
| ---- | ---- | ---- | ---- | ---- | ---- | ---- | ---- | ---- |
| 130  | 168  | 189  | 207  | 221  | 242  | 233  | 241  | 217  |

| 1861 | 1866 | 1876 | 1881 | 1886 | 1891 | 1896 | 1901 | 1906 |
| ---- | ---- | ---- | ---- | ---- | ---- | ---- | ---- | ---- |
| 221  | 221  | 210  | 202  | 185  | 159  | 166  | 154  | 170  |

| 1911 | 1921 | 1926 | 1931 | 1936 | 1946 | 1954 | 1962 | 1968 |
| ---- | ---- | ---- | ---- | ---- | ---- | ---- | ---- | ---- |
| 150  | 135  | 147  | 147  | 137  | 127  | 116  | 125  | 118  |

| 1975 | 1982 | 1990 | 1999 | 2006 | 2007 | 2012 | 2017 | 2022 |
| ---- | ---- | ---- | ---- | ---- | ---- | ---- | ---- | ---- |
| 106  | 97   | 104  | 125  | 100  | 96   | 87   | 96   | 91   |

### Enseignement
Établissements d'enseignements :
- Écoles maternelles et primaires à Poussay, Savigny, Mirecourt, Diarville.
- Collèges à Mirecourt, Charmes, Dompaire, Vézelise, Châtel-sur-Moselle.
- Lycées à Mirecourt, Thaon-les-Vosges, Harol, Mandres-sur-Vair.

### Santé
Professionnels et établissements de santé : 
- Médecins à Diarville, Mirecourt, Mattaincourt, Charmes, Vincey, Haroué.
- Pharmacies à  Diarville, Mirecourt, Mattaincourt, Charmes, Vincey, Haroué.
- Hôpitaux à Mirecourt, Mattaincourt, Charmes, Châtel-sur-Moselle, Ville-sur-Illon.

### Cultes
- Culte catholique, Paroisse Saint-Pierre-Fourier[27], Diocèse de Saint-Dié.

## Économie

### Entreprises et commerces

#### Agriculture
- Élevage de vaches laitières.
- Élevage d'autres bovins et de buffles.
- Élevage de chevaux et d'autres équidés.
- Exploitation forestière.

#### Tourisme
- Hébergements et restauration à Mirecourt, Rugney, Rouvres-en-Xaintois, Vincey, Goviller, Vittel.

#### Commerces
- Commerces et services de proximité.

## Culture locale et patrimoine

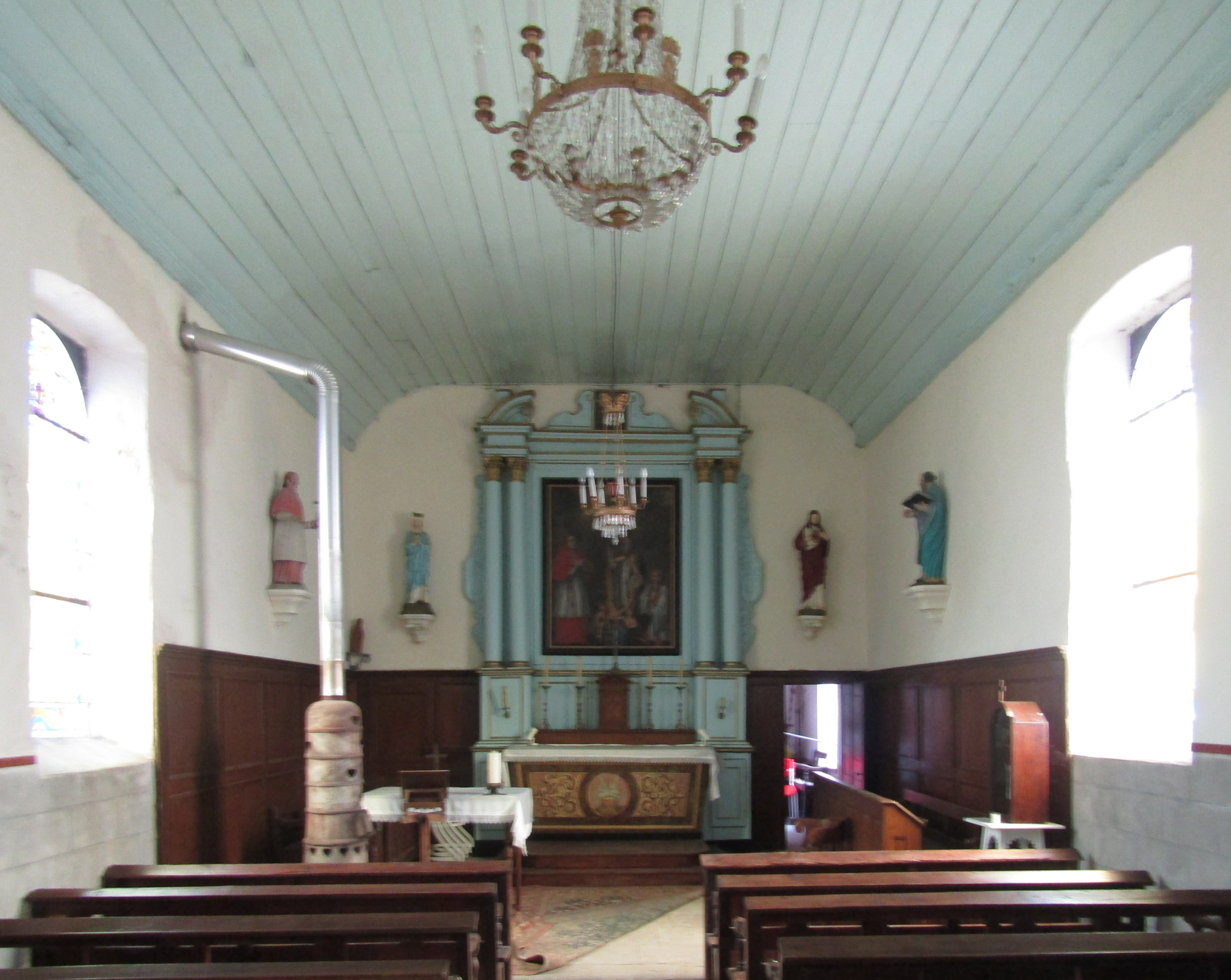
Église Saint-Matthieu à l'intérieur.

### Lieux et monuments
- Église Saint-Matthieu.

Tableau Saint Nicolas présentant à Saint Charles Borromée un prêtre nommé Nicolas.
- Chapelle Saint-Martin-et-Saint-Sébastien.
- Une grande demeure, dite "le Château", accueillait, au milieu d'un beau parc, une maison de retraite et un centre de vacances.
- Le monument aux morts est commun aux communes de Vomécourt-sur-Madon, Pont-sur-Madon et Bettoncourt et se trouve dans le cimetière près de l'église de Vomécourt-sur-Madon[29],[30].
- Le patrimoine rural recensé par le service régional de l'Inventaire général du patrimoine culturel[31],[32],[33].

### Personnalités liées à la commune
- Officiers de la Légion d'Honneur[34] :
  - Joseph Émile Gourment[35],
  - Gabriel Aimé Grosjean[36],
  - Marie Ernest Mathieu[37].

### Héraldique, logotype et devise
| Blason de Bettoncourt | Blason  | De gueules, à trois armets mornés d'or. |
| Blason de Bettoncourt | Détails | Ce sont les armes de la famille Bettoncourt, d'ancienne chevalerie. Les armets mornés sont des casques fermés, réservés aux nouveaux anoblis. Non officiel. |

## Pour approfondir